# Bitwa pod Rancagua

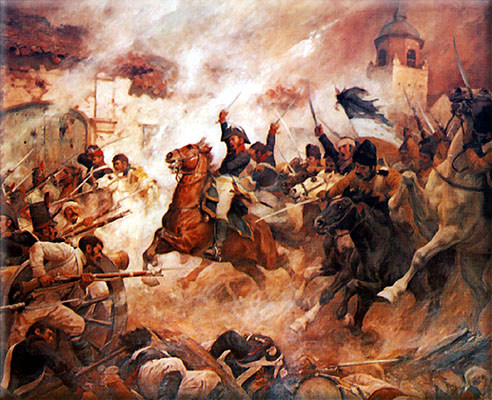
Bitwa pod Rancagua

Bitwa pod Rancagua – starcie zbrojne, które miało miejsce w dniu 2 października 1814 r. w trakcie wojen niepodległościowych w Ameryce Łacińskiej (wojna o niepodległość Chile).
W roku 1813 w Chile doszło do wybuchu walk pomiędzy Hiszpanami a chilijskimi powstańcami. W połowie 1814 r. wojska hiszpańskie w sile 5 000 ludzi pod wodzą brygadiera Mariano Osario skierowały się w kierunku Santiago. Naprzeciwko tych wojsk Chilijczycy dowodzeni przez płk. Bernardo O’Higginsa wystawili siły liczące ponad 5 000 ludzi. Część z tych sił (2 000 żołnierzy) zajęła stanowiska w miasteczku Rancagua położonym na południe od Santiago. Dnia 1 października Hiszpanie zaatakowali pozycje obrońców, zostali jednak odparci. Powtarzające się cały dzień ataki także nie przynosiły skutku. Dopiero następnego dnia po południu, gdy powstańcom zaczęło brakować amunicji, Hiszpanie wdarli się do okopów, wybijając obrońców. O’Higginsowi na czele 300 jeźdźców udało przebić się w kierunku Santiago. Powstańcy stracili ponad 1 000 ludzi. Po tym zwycięstwie Hiszpanie bez przeszkód zajęli stolicę. 